# Sensor

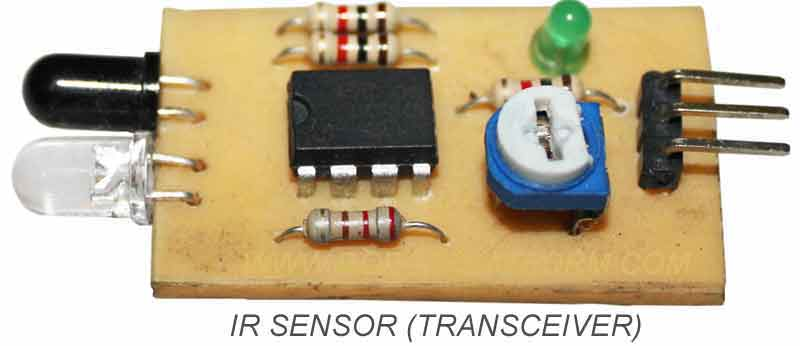
Infraröd sensor.
Den svarta tappen till vänster uppe är sändare av infrarött "osynligt" ljus, den vita mottagare av reflekterad signal.

En sensor är ett samlingsbegrepp på en apparat eller anläggning som detekterar och insamlar någon form av stimuli eller data, och sedan reagerar med att sända någon form av signal vidare som kan behandlas. Sensorerna består typiskt sett av en givare som omvandlar stimulit till en mätbar storhet (volt, Ohm eller annat) och en omvandlare som tar signalen från givaren och skickar den till kontrollenheten i ett standardiserat format (4-20 mA, Profibus etc).
Våra fem sinnen kan betraktas som olika biologiska sensorer, vars signaler behandlas i centrala nervsystemet.

## Historia
På 1950-talet blev industrierna större och tillverkning började alltmer automatiseras, och en nya typ av företag kom till som specialiserade sig på att förse de nya fabrikerna med sensorer. Sensorerna var som legoklossar för ingenjörerna, färdiga komponenter att bygga system med. För exempel se Endress+Hauser, SICK och Hemomatik.
Sensorer är nödvändiga i våra tiders tillverkande industrier, oavsett om man tillverkar bilar eller hårspray. Överallt behövs sensorer som kan kontrollera närvaro, kvalitet, nivåer, temperaturer, tryck med mera. De är även väldigt viktiga inom medicinsk teknik där de används för att mäta storheter i kroppen med till exempel oxiometer, EEG eller EKG.

## Konstruktion
Förtydligat kan en sensor beskrivas som den kompletta sammanställning som krävs för att detektera och kommunicera en viss händelse medan en transducer är den delen inom sammanställningen som detekterar inkommen information och avger den informationen som sedan kan utnyttjas av den kompletta sensorn.
En sensor som är avsedd för att slå larm kallas ofta detektor. Aktiveras typiskt vid överskridande av gränsvärden, som för hög temperatur eller för lågt tryck etc. Olika typer av sensorer är bland andra:  radar, sonar, tryckgivare, fotodioder, kameror och mikrofoner.

## Elektriska sensorer
Ett elektriskt system interagerar med omvärlden med hjälp av sensorer och till exempel aktuatorer. Nästan alla fysiska egenskaper hos ett material som varierar i förhållande till någon stimulans kan användas för att skapa en sensor.

### Induktiva givare
Induktiva givare detekterar i stort sett alla metaller beröringsfritt. Givaren skickar ut ett elektromagnetiskt växelfält. Om ett metalliskt objekt passerar inom givarens avkänningsområde alstras virvelströmmar som orsakar energiförluster. Dessa omvandlas sedan till en signal. I jämförelse med mekaniska brytare erbjuder induktiva givare nästintill ideala förutsättningar: beröringsfri och slitagefri arbetsprincip, liksom hög kopplingsfrekvens och hög noggrannhet. Dessutom är de okänsliga mot vibrationer, smuts och fukt. Till dess nackdelar hör att givarens känselavstånd varierar mycket mellan olika metaller. Det finns emmelertid sedan 15 år induktiva givare med "Condet" teknik med ett homogent rostfritt skal som har 3 ggr så långa avstånd och ingen reduktionsfaktor för olika metaller. Det betyder 7 gånger så långt avstånd på AL och MS.

### Magnetgivare
Magnetgivare används för beröringsfri och slitagefri detektering av positioner inom automatiseringsteknologin. De används där induktiva givare inte längre räcker till. Eftersom magnetfält tränger igenom alla icke-magnetiserbara material, kan givarna detektera magneter genom väggar gjorda av rostfritt stål, aluminium, plast eller trä.

### Kapacitiva givare
Kapacitiva beröringsfria givare används för beröringsfri detektering av alla typer av objekt. I motsats till induktiva givare, som enbart detekterar objekt i metall, kan kapacitiva givare också detektera andra material. Typiska applikationer hittar man inom trä-, pappers-, glas-, livsmedels- och kemiindustrin.
Kapacitiv givare innehåller en elektrisk spole och en kapacitanskänslig oscillator. När ett föremål med ett annat dielektrikum än luft passerar förbi så ändras kapacitansen. Spolen och oscillatorn känner kapacitansändringen och oscillatorn ändrar sin svängningsfrekvens. Givaren påverkas av ledande och icke ledande material. Fungerar bättre på metaller och fuktiga objekt.

### Temperatursensorer
Mätningar av den aktuella temperaturen är viktiga i många kontroll- och övervakningssystem.  Exempel på temperatursensorer är:
- Termoelement är en typ av temperaturgivare som oftast används för temperaturområden utanför -100 ° - +400 °C. Dessa bygger på Seebeckeffekten, där temperaturskillnad mellan ändpunkterna på en ledare framkallar en elektrisk potentialskillnad.
- Resistansgivare bestående av elektrisk ledare ändrar sin resistans då dess temperatur ändras, varvid motståndet kan uppmätas med en mätbrygga.
- Termistorer ändrar också resistans i förhållande till temperaturen, men bygger istället på halvledarteknik.
- PN-korsningar. Spänningen över en diod ändras när temperaturen ändras. Dessa sensorer är billiga, lätta att framställa och ger enkla och linjära beräkningar.
- Temperaturmätande chips, där givaren och omvandlaren är integrerade på en liten IC som kan prata med en dator och meddela temperaturen lokalt. Chipset förbinds med datorn med två trådar, och ett stort antal chips kan ligga på samma två trådar - databuss. Chipsen är kalibrerade en gång för alla vid tillverkningen.
- IR-sensorer, beröringsfria temperatursensorer. Dessa mäter den värmestrålning som en kropp utsänder och bestämmer utifrån denna IR-strålning objektets yttemperatur.

### Ljussensorer / Fotoceller
Indelas i olika grupper; 
Direktavkännande fotocell = sändare och mottagare i ett, känner av objekt som exempelvis en kartong som närmar sig, använder ingen reflektor. Allt som närmar reflekterar lite ljus - nog för att aktivera den här typen av sensor. Räckvidden varierar dock kraftigt, beroende på vilken remissionförmåga (förmåga att återkasta ljus) föremålet har. 
Reflektorfotocell = sändare och mottagare monterade i samma hus. Ljusstrålen studsar mot en reflekterande yta som monteras mitt emot fotocellen. Reflektorfotocellen kontrollerar om ljusstrålen kommer tillbaka eller inte. Normalt aktiveras fotocellen när ljusstrålen bryts. 
Sändare/Mottagare fotocell = en sändare sänder ljus till en separat mottagare, aktiveras när ljusstrålen bryts. Bra för långa avstånd. Kallas även envägsfotocell.
Funktionen elektriskt kan vara; 
Dark on = signal när ljusstrålen bryts.
Light on = signal när ljusstrålen kommer fram. På en del fotoceller kan man välja om den ska vara Dark on eller Light on. 
Man skiljer också på PNP och NPN. PNP är vanligast i Sverige, där signalen arbetar i positivt läge.

### Avståndsmätare
En optisk avståndsmätare skickar ut Ijus antingen direkt mot det föremål som ska avkännas eller mot en reflektor för
att sedan avge en signal i form av ett analogt värde, via ert seriellt gränssnitt eller liknande. Det finns flera olika sätt att mäta detta avstånd. Med en laserljusstråle kan faskorrelationsprlnclpen användas. Genom att mäta skillnaden mellan Ijusvågen från sändar- resp. mottagarelementet kan den tid som Ijuset behöver för att ta sig mellan givare och objekt beräknas. Ett annat satt är att med hjälp av triangulering utnyttja vinkeln som Ijuset har när det kommer tillbaka. Beroende på var på mottagarelementet som ljuset träffar kan avståndet beräknas. 

### Luminiscensgivare
Luminiscerande ämnen finns i till exempel vitt papper, lim, olika, fett och krita. När dessa ämnen träffas av UV-ljus omvandlas detta till
långvågigt, synligt ljus. Tack vare detta fenomen kan luminiscensgivare fungera. Den skickar ut UV-ljus och tar emot synligt ljus. Föremål med avsaknad
av detta ämne detekteras inte. Luminiscensgivare är vanliga vid kontroll av
följesedlar i paket, limkontroll, etikettavkänning med mera.

### Kraft
Kraft, belastning och tryck kan mätas med belastningssensorer. Sensorn består av en tunn slinga av ledande material, s.k. Trådtöjningsgivare. En kraft deformerar sensorn varpå dess längd ökar. Detta medför att resistansen ökar. Dessutom kan flera belastningssensorer kan kopplas till annan utrustning för att mäta tryck.
Se även Piezoelektricitet och Piezoresistiv.

### Rörelse
Resistiva potentiometrar är en av de vanligaste typerna av lägessensorer. Ett resistivt objekt med en viss längd placeras på en resistiv släde. När släden ändrar läge ändras den totala resistansen och således spänningen över sensorn och detta samband är oftast linjärt. Andra typer av sensorer kan ha induktiva egenskaper som ändras beroende på läget. Rörelsen och accelerationen kan enkelt beräknas genom att derivera signalen med avseende på tiden. Det bör dock tilläggas att derivering tenderar att förstärka det brus och de fel som alltid finns i signalen. Direkt acceleration kan mätas med en så kallad accelerometer.

## Användningsområden

### Järnväg
Sensorer används längs järnvägsspår och ombord på tåg för att upptäcka begynnande eller inträffade felaktigheter i spåret eller på ett tåg som passerar. Exempel på felaktigheter som kan detekteras är:
- Varmgång i lager. Utnyttjar värmestrålning som kommer från lagerboxarna utanför hjulen och som avviker från omgivningen. Se video på Youtube från Hölövägen väster om Järna:
- Bromsfel. Utnyttjar värmestrålningen från hjulringarna. Ofta kombinerat med varmgångsdetektion.
- Skador på järnvägshjulen. Plattor från hjullåsningar. Utnyttjar vibrationer i rälsen.
- Strömavtagare. Genom att fotografera slitskenan och göra bildanalys kan anomalier upptäckas. Genom att mäta upphöjningen av kontaktledningen kan tryckkraften kontrolleras.

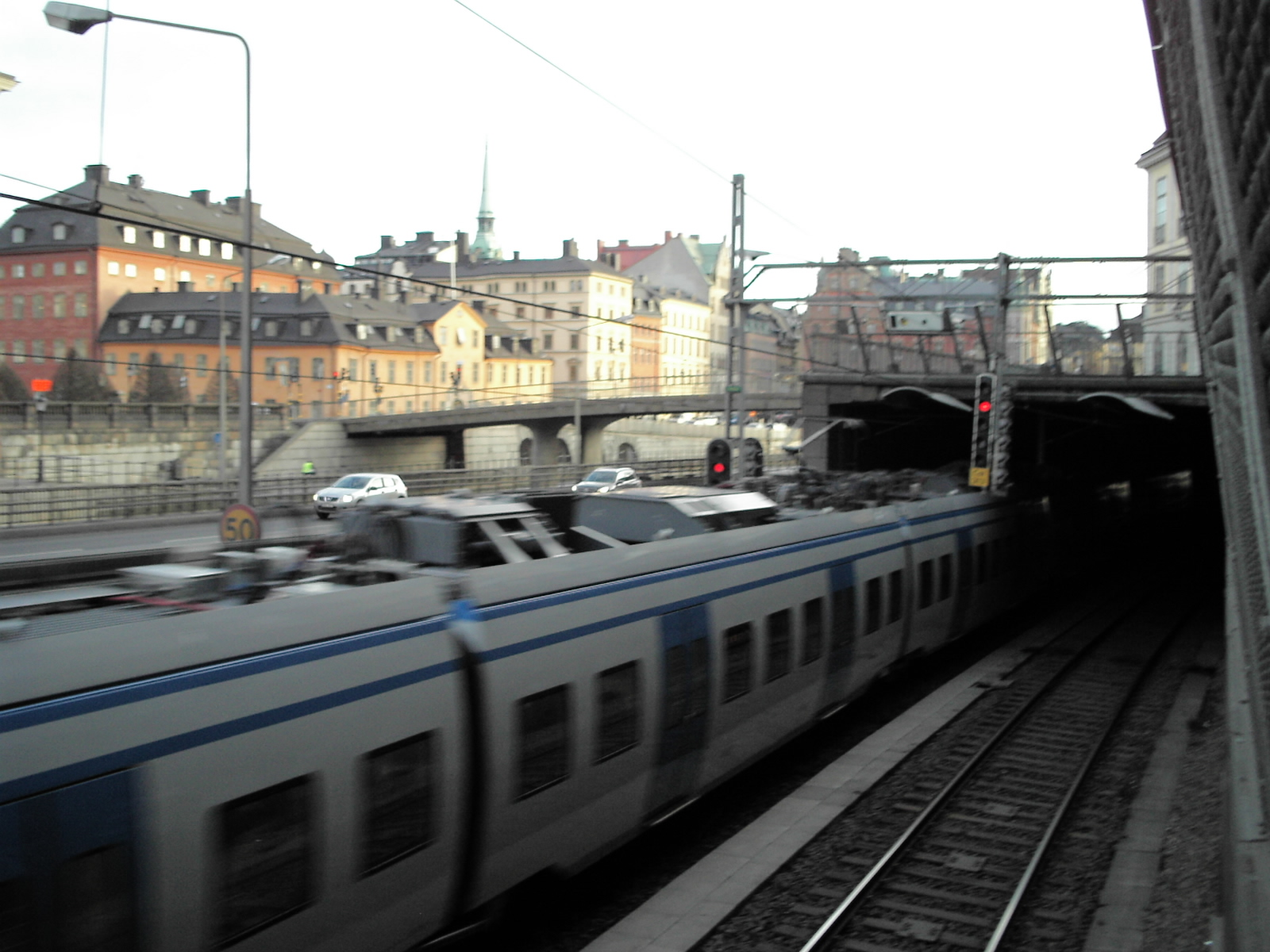
En detektorkamera på Riddarholmen i Stockholm för att kontrollera kolgrafitskenan på strömavtagarna. Samma utrustning som tidigare hastighetskameror på vägarna. Syns liggande horisontellt på brostaketet ovanför tåget. En radar ser när en strömavtagare passerar och utlöser ett blixtfoto som sänds till en dator för bildanalys och ev. larm.

Man kan även säga att tidigare system haft detektorfunktioner inbyggda:
- Rälsbrott. Spårledningarna är så konstruerade att ett rälsbrott sannolikt tolkas som "hinder" på spåret och nödbromsar ankommande tåg (ATC-baliser).
- ATC-fel ger vanligtvis varning direkt till föraren vid passage en balisgrupp så att föraren kan stoppa tåget.
- Växlarnas lägesindikatorer som larmar om växeltungorna inte ligger i rätt läge.

Sensorerna på spår eller tåg kan skicka larm till tågklareraren som kan stoppa tåget omedelbart eller vid nästa station samt skapa statistik som kan ge upphov till kvalitetsförbättringar och larma vid oroande trender. Detektorer är även viktiga komponenter i det som från 2000-talet började kallas för intelligenta godståg. Detektorer för järnvägar bedöms av Banverket som viktiga för att på sikt höja kvaliteten (). I slutet av 2009 har man ca 160 detektorer.